# 四国西南地域

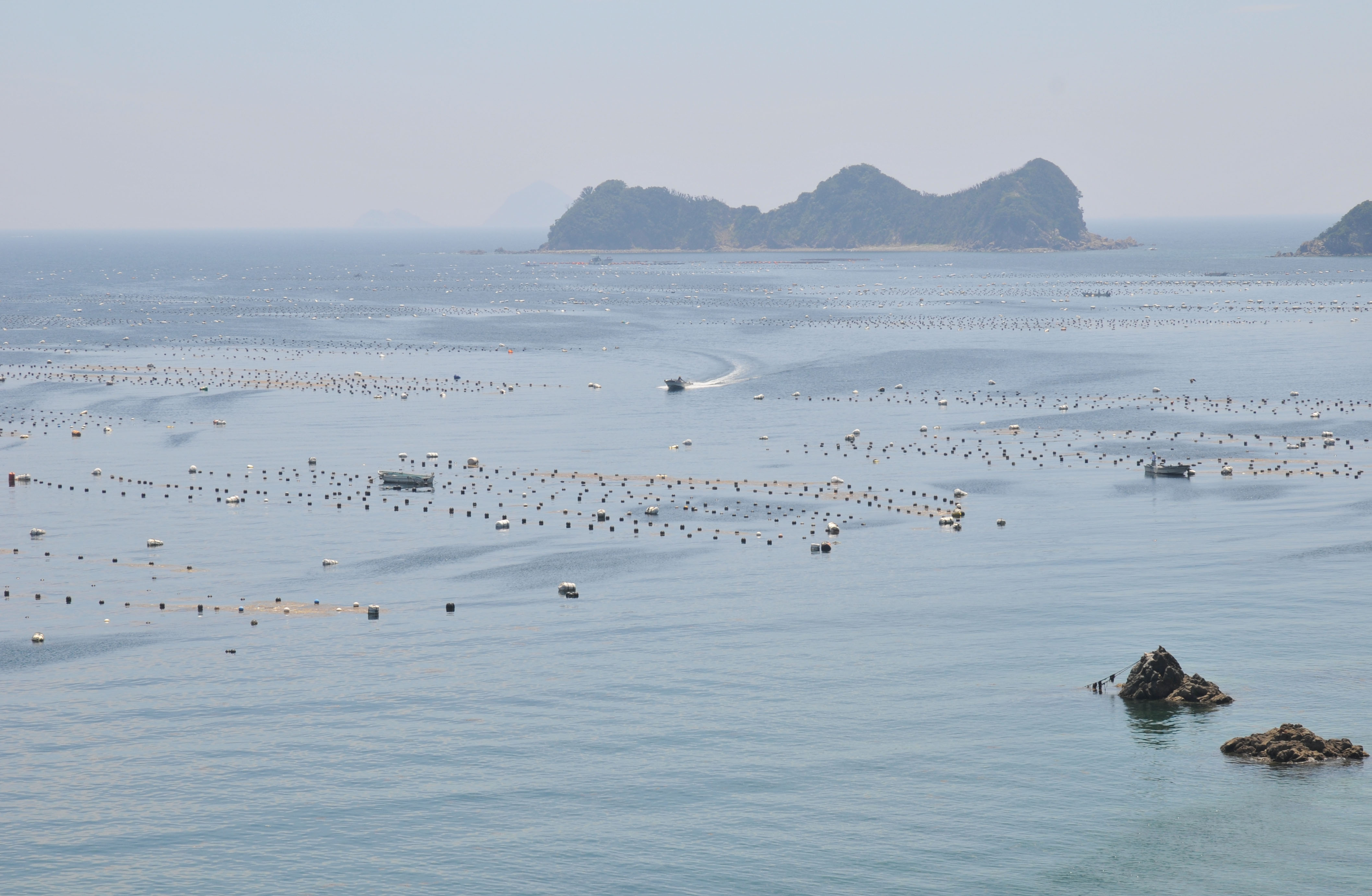
宇和海の真珠養殖施設

四国西南地域（しこくせいなんちいき）とは、四国西南部に位置する、愛媛県西南部（南予地方）と高知県西南部（幡多地方）にまたがる地域を指す呼称。単に「四国西南」とも呼ばれる。

## 概要
「四国西南地域」の範囲には伸縮があるが（#範囲節参照）、1950年代から「四国西南地域」を対象としたさまざまな産業開発や国土・環境保全の計画が立てられ、また事業として実施されてきた。
この地域は平地が乏しく、地質が脆弱なうえ、台風常襲地帯・豪雨地帯であるといった制約的な自然条件があり、交通をはじめとするインフラ整備が遅れているとされる。開発の進んだ地域との接続の難は、地域の産業の発展の遅れや人口流出による過疎化と関係しているとも指摘されてきた。この地域の開発を求める運動には、産業や観光など地域経済の活性化といった目的が掲げられる。とくに交通インフラ整備の要請には、発生が見込まれる南海トラフ巨大地震・津波に対する備えとしての役割が訴えられている。
一方で、この地域は豊かな自然資源（水資源・森林資源・水産資源）や自然景観に恵まれており、足摺岬周辺から宇和海にかけての沿岸部および滑床渓谷などの内陸部が足摺宇和海国立公園に指定されているほか、「日本最後の清流」と謳われる四万十川も知られている。「東京から最も遠い」といった「秘境」性や、恵まれた自然景観も、観光客や移住者にアピールする地域資源となっている。大規模開発に対しては、採算性などの問題も合わせて懸念が表明されたり、自然環境保護の観点から反対もある。

## 範囲

### 四国西南14市町村
21世紀前半の現在、この地域においては自治体（市町村）の協議の枠組みとして「四国西南サミット」があり、愛媛県側で内子町・大洲市・八幡浜市・西予市・鬼北町・松野町・宇和島市・愛南町、高知県側で四万十市・土佐清水市・宿毛市・大月町・三原村・黒潮町の「四国西南14市町村」が加わっている。
「四国西南地域陸上競技大会」が、愛媛県南予地区および高知県幡多地区在住者を対象とする大会として開催されている。「四国西南野球大会」は、四国西南サミット加入市町村を中心として開催されている。

### 四国西南10市町村
「四国西南」の愛媛県側（南予側）に大洲市・八幡浜市などを含まず、宇和島市以南の「宇和島圏域」あるいは足摺宇和海国立公園関連地域のみとする枠組みもある。「四国西南地域観光連絡協議会」が制作したパンフレット「四国西南の旅」は、宇和島以南の愛媛県1市3町（宇和島市・愛南町・松野町・鬼北町）と高知県側「幡多広域観光協議会」参加の3市2町1村（四万十市・土佐清水市・宿毛市・大月町・三原村・黒潮町）からなる「四国西南10市町村」を扱っている。「四国西南地域道路整備促進協議会」も「四国西南地域10市町村」によって構成されている。
愛媛県は「第五次愛媛県長期計画」（2011年）において「県際交流圏の形成」を掲げていた。ここでは「宇和島圏域と高知県西南部を中心とする四国西南部エリア」を「四国西南県際交流圏」と設定していた。

### 関連する地域呼称

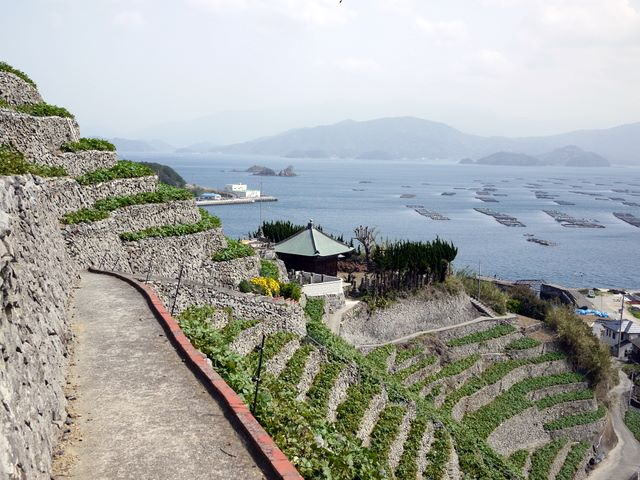
宇和海に臨む遊子水荷浦の段畑（宇和島市）

南予地方
「四国西南サミット」に参加する愛媛県西南部の地域については、南予地方という表現がよく用いられる。「南予地方」については様々な枠組みがあるとされる。愛媛県を東予・中予・南予の3地域に分割する場合は、大洲市・内子町以南が「南予」とされる。
一方、宇和島市以南の1市3町（宇和島市、松野町、鬼北町、愛南町）の枠組があり、定住自立圏として「宇和島圏域定住自立圏」が構想されている。
幡多地方、高知県西南地域
「四国西南サミット」に参加する高知県西南部の地域は、幡多郡（およびそこから市制を施行した3市）の領域とおおむね重なり、「幡多地方」「幡多地域」とも呼ばれる。幡多地域でも、宿毛市・四万十市を中心市とする「幡多地域定住自立圏」の構想がある。
高知県側については、同様に「西南」を含む「高知県西南地域」（あるいは「高知西南」「土佐西南」とも）という地域呼称がある。この概念も伸縮があり、狭義では幡多地域のみを指すが（国営農地開発事業における「高知西南地区」）、広義では幡多地域に高岡郡西部も含んだ、四万十市、宿毛市、土佐清水市、中土佐町、四万十町、梼原町、津野町、黒潮町、大月町、三原村が「高知県西南10市町村」の枠組みとなる。土佐西南大規模公園は佐賀地区・大方地区（いずれも黒潮町）、中村地区（四万十市）の3地区に分散して設置されている都市公園である
渭南
県境をまたぐ南予・幡多一帯を指す地域呼称として、渭南（いなん）がある。渭南はもともと「以南」と書かれ、高知県南西端部の呼称であったが、1901年（明治34年）に高知県以南地域と愛媛県南予地域の教育関係者の団体が会合を開いた際に、両地域を合わせた呼称として「渭南」が提唱され、高知県の西南海岸と愛媛県の宇和海の海岸地域を指す呼称として受け入れられた。1950年代に高知県・愛媛県において「渭南国立公園」の指定を求める運動が行われ、これが実現を見たものが足摺宇和海国立公園である。また、言語学（方言学）上、この地域で話される方言を「渭南方言」（「四国西南方言」とも）と分類する考え方がある。

## 歴史
1951年（昭和26年）、開発後進地域を「特定地域」と指定する国土総合開発法によって、高知県南半部および愛媛県八幡浜・宇和島の両市を中心とする地域が「四国西南地域」と指定され、治水・治山や資源開発を目的として事業が行われた（四国西南特定地域総合開発計画）。この計画は1960年（昭和35年）に完成した。
同時期、自然保護ないしは観光開発を目指す動きも進められる。1951年、高知県知事は厚生大臣に「高知県幡多郡白田川村より愛媛県北宇和郡日振島村に到る海岸一帯」を国立公園として指定するよう「渭南国立公園指定申請書」を提出した。以後高知県と愛媛県による「渭南国立公園指定運動」が活発化し、1955年（昭和30年）には「足摺国定公園」が指定された。その後、1964年に指定地域が拡張され、1972年に足摺宇和海国立公園となる。

## 交通
本項での「四国西南地域」は、宇和島市以南の10市町村の枠組みとする。

### 道路

#### 一般国道

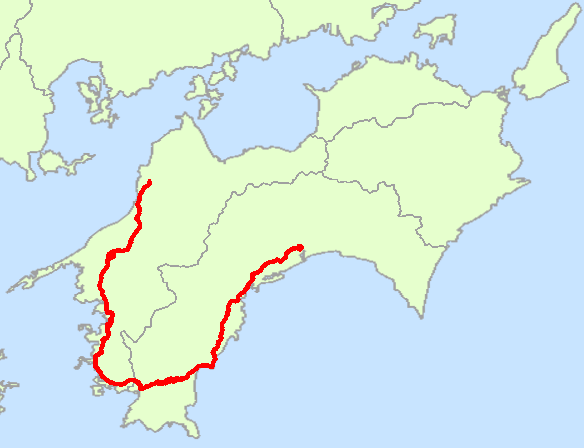
国道56号の路線図

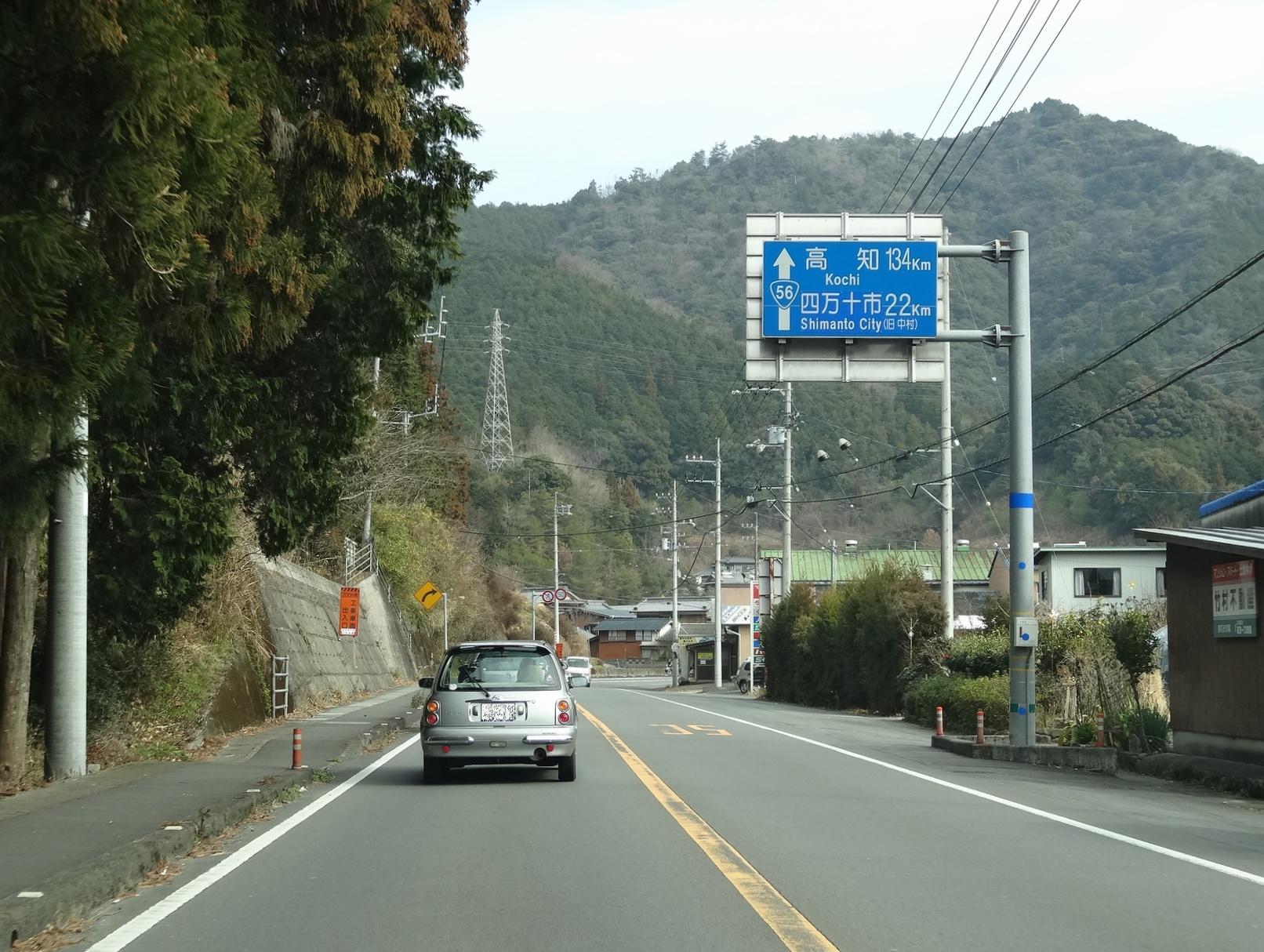
宿毛市内の国道56号

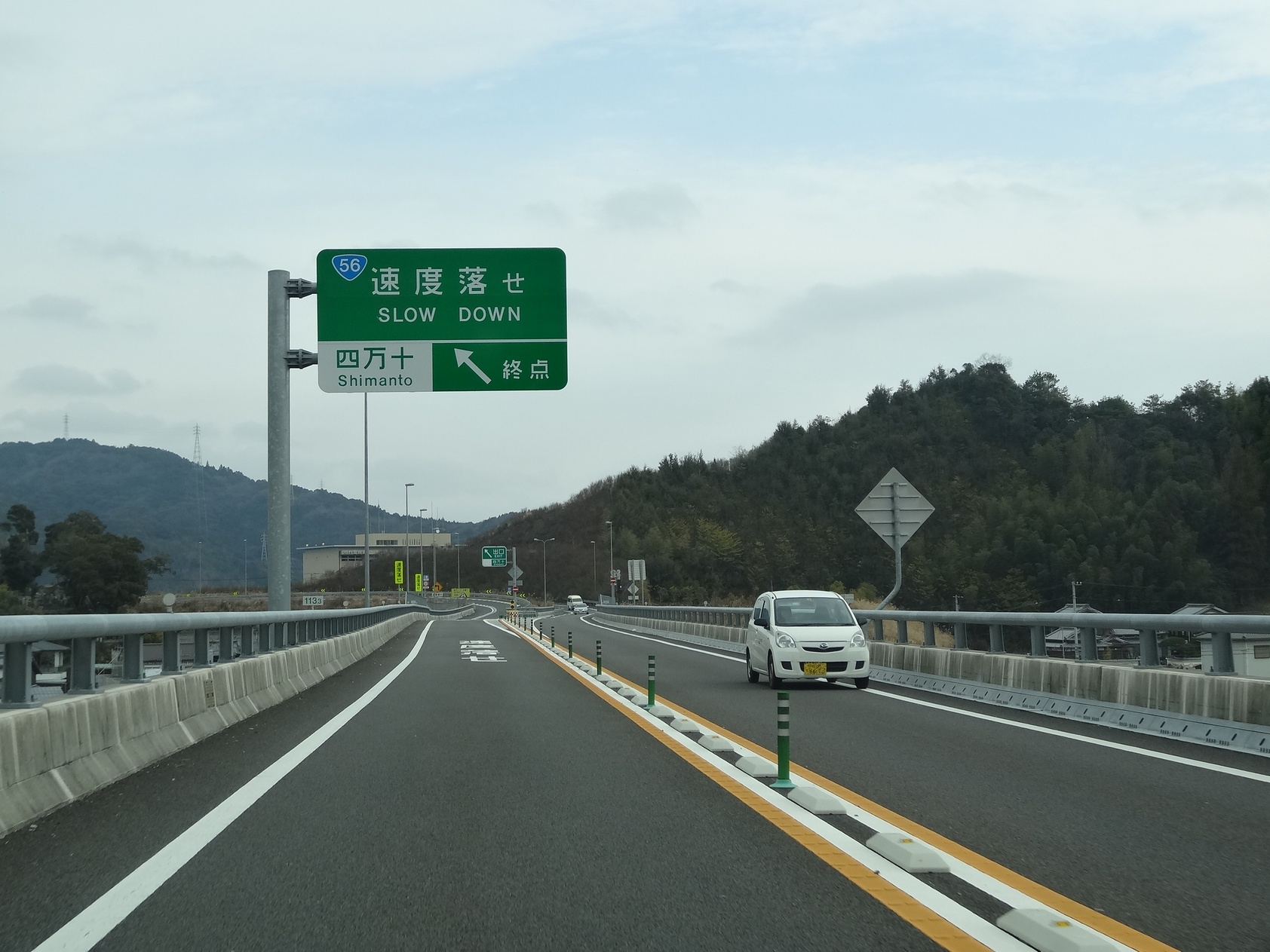
四万十インターチェンジ付近の中村宿毛道路

一般国道としては、高知県高知市と愛媛県松山市とを結ぶ国道56号が地域を貫いている。
- 国道56号
- 国道320号
- 国道321号
- 国道381号
- 国道439号
- 国道441号

急峻な地形を通行することや、台風常襲地帯・豪雨地帯であることから、自然災害による通行止めや通行規制もしばしば発生する。南海トラフ巨大地震が発生した場合の津波浸水予想区域に含まれる場所もあり、避難や救援に大きな影響が出ることも懸念されている。

#### 高規格道路
国土開発幹線自動車道（国幹道）として、徳島県を起点に高知市・四万十市・宇和島市などを経由して大洲市に至る「四国横断自動車道」の設定がなされており（高速道路ナンバリング E56）、高知自動車道と松山自動車道として一部が開通している。高速道路（高速自動車国道）で四国を循環的に結ぶ「四国8の字ネットワーク」の整備が進められているが、2022年時点で四国西南地域は高速ネットワークの空白地帯となっている。
E56とナンバリングされた高規格幹線道路は、高知市側から時計回りに以下のように供用されている（※印は「高速自動車国道に並行する一般国道自動車専用道路」）。県境区間にあたる、宿毛市の宿毛和田インターチェンジ（中村宿毛道路）と宇和島市の内海インターチェンジ（津島道路）の間のは構想段階であり、事業化がなされていない。
- 高知自動車道 - ※須崎道路 - 高知自動車道 - ※窪川佐賀道路 - ※佐賀大方道路 - ※大方四万十道路 - ※中村宿毛道路 -（未事業化区間）- ※津島道路 - ※宇和島道路 - 松山自動車道 - ※大洲道路

「四国西南地域道路整備促進協議会」が活動しており、産業や観光など地域経済の活性化とともに地域防災力向上を掲げて高規格道路の建設陳情などを行っている。

### 鉄道

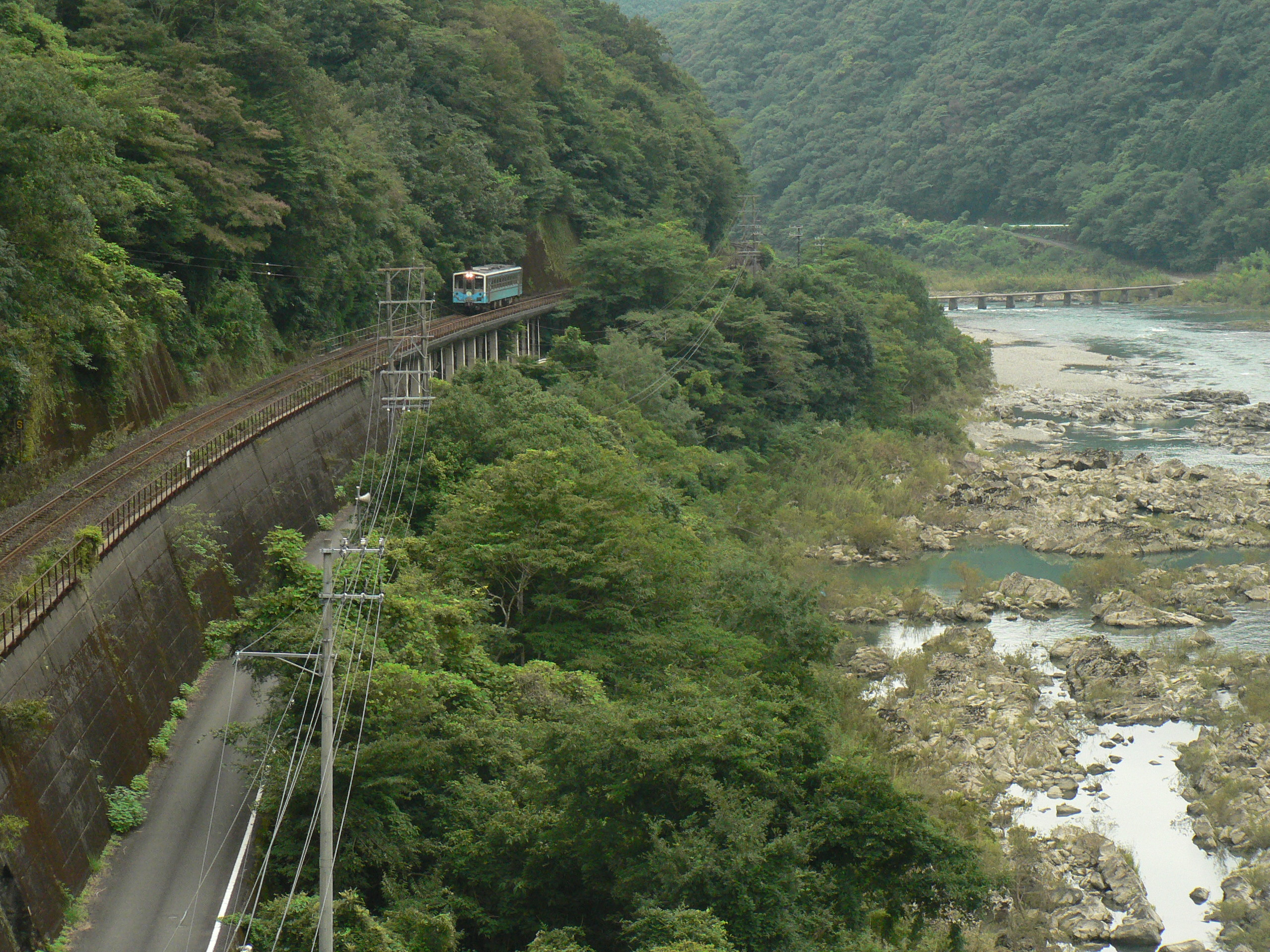
四万十川の河畔を走る予土線

県境をまたぐ鉄道路線としては、四国旅客鉄道（JR四国）の予土線がある。
域内を通る鉄道路線は以下の通り。
- JR四国
  - 予土線
  - 予讃線
- 土佐くろしお鉄道
  - 土佐くろしお鉄道中村線
  - 土佐くろしお鉄道宿毛線

### 港湾

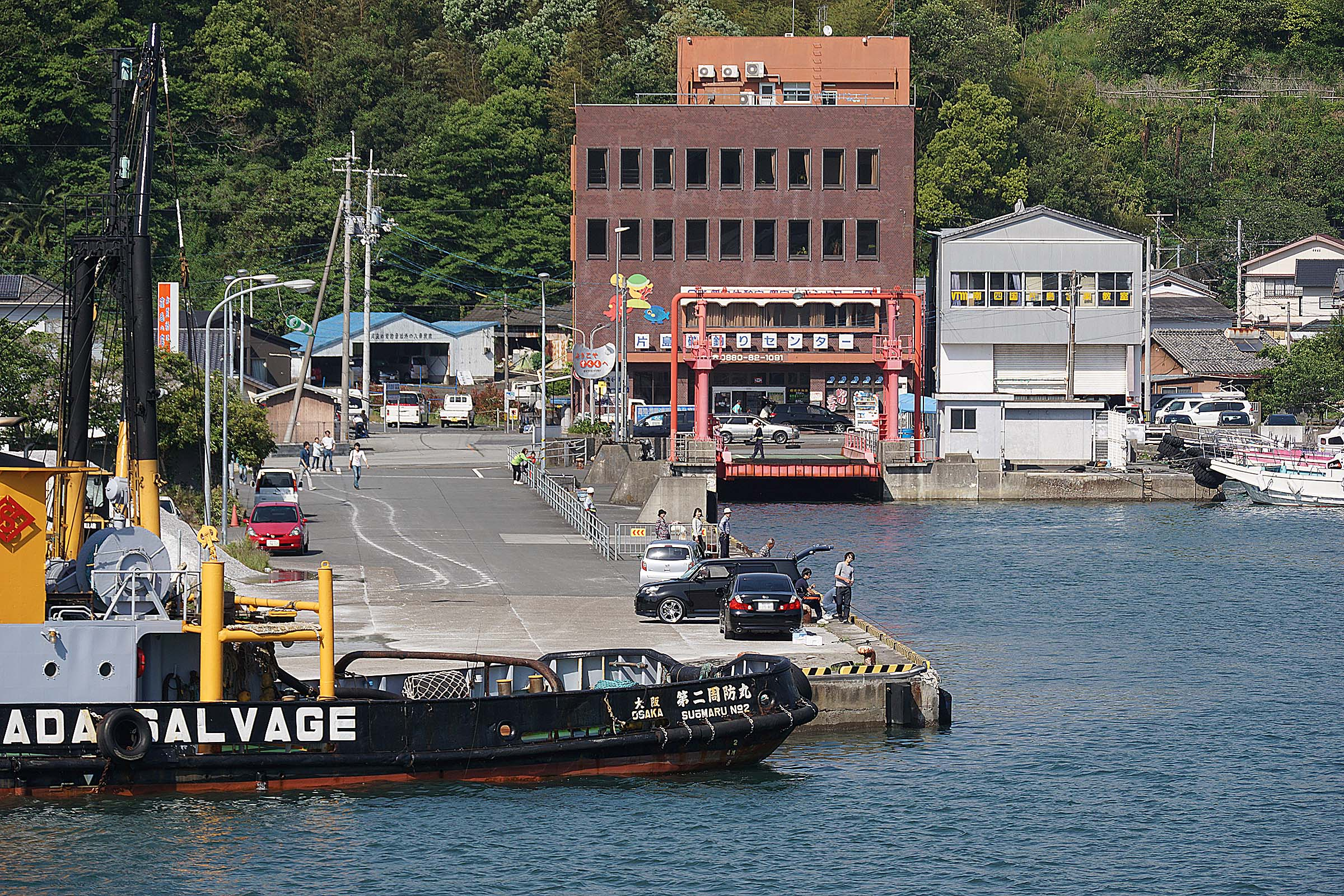
宿毛フェリーターミナル

域内には重要港湾として宇和島港（宇和島市）・宿毛湾港（宿毛市・大月町）の2港がある。
地方港湾は、愛媛県側に玉津港・吉田港・岩松港（以上宇和島市）・御荘港（愛南町）、高知県側に佐賀港・上川口港（黒潮町）・下田港（四万十市）・下ノ加江港・以布利港・清水港・あしずり港・三崎港・下川口港（以上土佐清水市）がある。
2022年現在、本土と離島部を結ぶ定期旅客航路はあるものの、域外とを結ぶ定期旅客航路はない（かつては宿毛フェリーなど、九州方面とを結ぶ航路があった）。

### 空港構想
域内に「四国西南空港」を建設しようとする構想もある。